# Gare de Missanabie
La  gare de Missanabie est une gare ferroviaire canadienne, située à Missanabie sur le territoire du District d'Algoma dans la province de l'Ontario. 
C'est un arrêt Via Rail Canada desservi par le train Sudbury-White River.

## Situation ferroviaire
Établie à 332 mètres d'altitude, la halte de Missanabie est situé au point kilométrique (PK) 367 de la ligne de Sudbury à White River, entre les arrêts de Dalton et de Lochalsh. Cette infrastructure est une section de la principale ligne transcontinentale du Canadien Pacifique.

## Service des voyageurs

### Accueil
Halte voyageurs, c'est un point d'arrêt non géré (PANG) à accès libre. le train ne s'arrête qu'à la demande.

### Desserte
Missanabie est desservie par le train Sudbury-White River de Via Rail Canada. Le train passe à l'arrêt six fois par semaine : les mardi, jeudi et samedi, son passage est à 15h50 venant de Sudbury il se dirige vers White River ; les mercredi, vendredi et dimanche, son passage est à 11h00, venant de White River il se dirige vers Sudbury.

### Intermodalité
Il n'y a pas de services.